# إدارة الأرباح

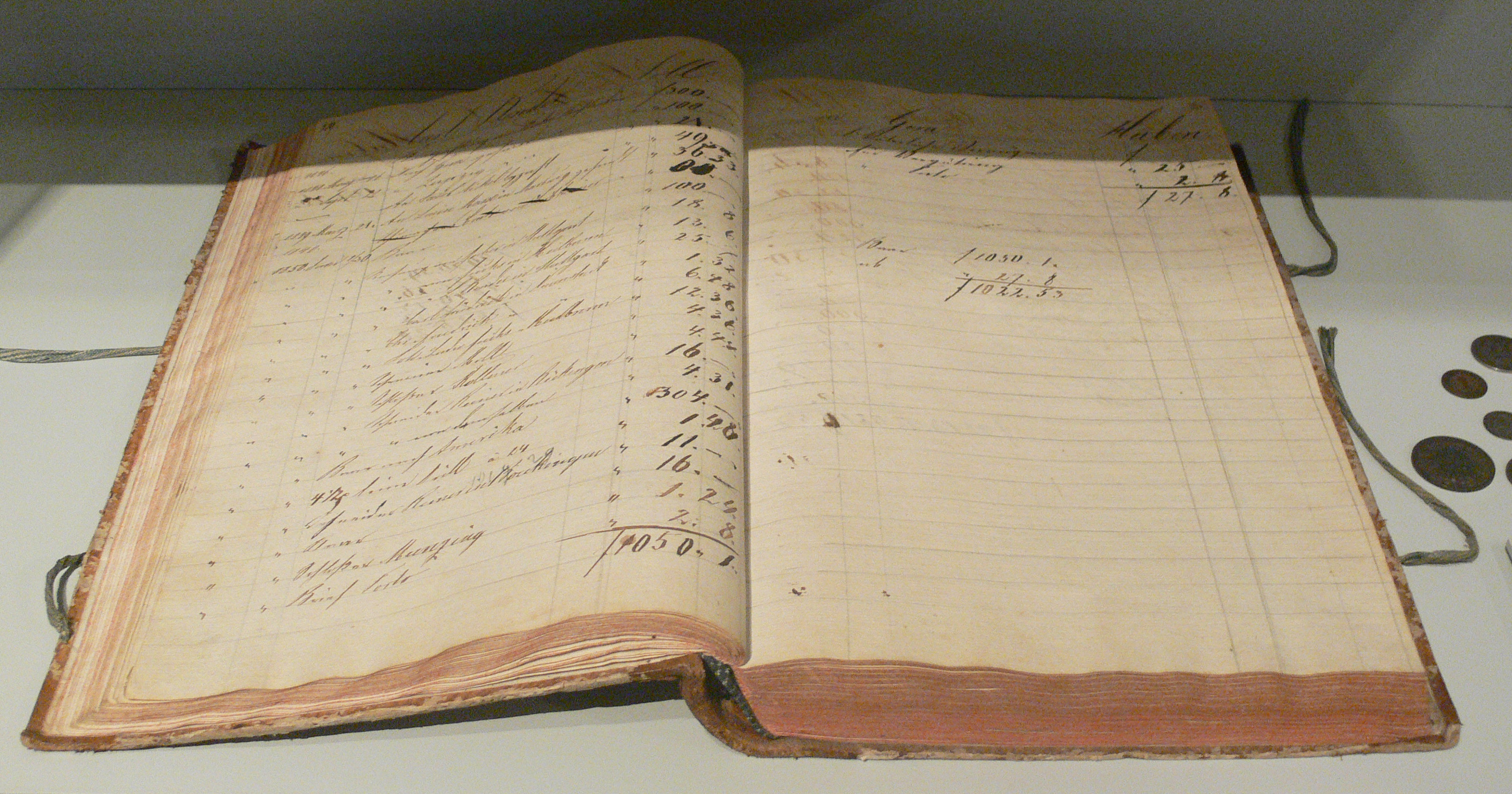

إدارة الأرباح في المحاسبة هي فعل التأثير بشكل مقصود على عملية التقرير المالي للحصول بعض المكاسب الخاصة. تتضمن إدارة الأرباح تعديل التقارير المالية لتضليل أصحاب المصالح حول أداء المنظمة الضمني، أو «تؤثر على النتائج التعاقدية التي تعتمد على أرقام المحاسبة المبلغ عنها». 
لدى إدارة الأرباح تأثير سلبي على جودة الأرباح، وقد تُضعف من مصداقية التقرير المالي. فضلًا عن ذلك، قال رئيس هيئة الأوراق المالية والبورصات الأمريكية آرثر ليفيت في خطاب لعام 1998 إن إدارة الأرباح «واسعة الانتشار». بالرغم من انتشارها، يمكن لتعقيد قوانين المحاسبة أن يجعل إدارة الأرباح صعبة التشخيص بالنسبة للمستثمرين المنفردين.

## حدوثها واستجابة المنظمين
يُعتقد أن إدارة الأرباح واسعة الانتشار. وقد وضَّح تقرير لعام 1990 عن أوضاع إدارة الأرباح: «تحصل إدارة الأرباح قصيرة الأمد في العديد، إن لم يكن في جميع الشركات»، وفي خطاب لعام 1998، قال رئيس هيئة الأوراق المالية والبورصات الأمريكية عن إدارة الأرباح إنها «واسعة الانتشار، ولكنها عادةً تُتحدى بشكل قليل جدًا». كتب راي بال في مقالة لعام 2013، عند إبداء رأيه بأن بحوث المحاسبة لم تكن توثق إدارة الأرباح بشكل يعتمد عليه: «بالطبع ستستمر إدارة الأرباح. لقد حُوكم وأُدين الناس».
انتقدت هيئة الأوراق المالية والبورصات الأمريكية إدارة الأرباح؛ لأنها تحتوي على عواقب وخيمة للتقرير المالي، ولإخفائها «العواقب الحقيقية لقرارات الإدارة». لقد طالبت المحددات القياسية بإجراء تغييرات للمعايير المحاسبية لتحسين شفافية البيان المالي، وقد دعت إلى زيادة في الرقابة على عملية التقارير المالية. واتهمت هيئة الأوراق المالية والبورصات الأمريكية إدارة الشركات المتورطة بإدارة الأرباح بالاحتيال.

## الدوافع والطرق
تشمل إدارة الأرباح التلاعب بأرباح الشركة باتجاه هدف محدد مسبقًا. ويمكن أن يُحفَّز هذا الهدف عن طريق تفضيل لأرباح مستقرة أكثر (يقال إن إدارة القضية فيها تمارس صقل الدخل). يمكن لصقل الدخل الانتهازي أن يُشير إلى خطر أقل، ويزيد قيمة الشركة السوقية. من الدوافع الأخرى لإدارة الأرباح هي الحاجة إلى المحافظة على مستويات نسب محاسبة معينة بسبب اتفاقيات الدَّين، والضغط للمحافظة على أرباح متزايدة والتغلب على أهداف المحللين.
قد تتضمن استغلال الفرص لصنع قرارات محاسبية لتغيير شكل الأرباح المبلغ عنها في البيانات المالية. ويمكن للقرارات المحاسبية بدورها أن تؤثر على الأرباح؛ لأن باستطاعتها التأثير على توقيت التحويلات والتخمينات المستعملة في التقارير المالية. على سبيل المثال، يمكن لتغيير صغير نسبيًا في التخمينات للدين السيئ أن يكون له تأثير ملحوظ على صافي الدخل، ويمكن للشركة -التي تستعمل محاسبة (الداخل أخيرًا يخرج أولًا) للمخزون- أن تزيد من صافي الدخل في أوقات ارتفاع الأسعار عن طريق تأخير المشتريات لفترات مستقبلية.

## الكشف عن إدارة الأرباح
يمكن لإدارة الأرباح أن تكون صعبة الكشف بالنسبة للمستثمرين المنفردين؛ بسبب تعقيد قوانين المحاسبة، بالرغم من اقتراح باحثي المحاسبة لطرق عدة. على سبيل المثال، لقد أظهرت البحوثات أن الشركات التي فيها تزايدات أكثر وهياكل حاكمية ضعيفة تكون أكثر أرجحية للعمل في إدارة الأرباح، واقترحت البحوث الحديثة أن بإمكان الطرق المبنية على علم اللغة أن تكشف عن التلاعب المالي. مثال على ذلك، فقد وجدت دراسات لعام 2012 أن مخالفة القواعد اللاحقة وإعادة الصياغة الخادعة التي حدثت ترتبط بعلم اللغة المستعمل من قبل الإدارة العليا في المكالمات الجماعية للأرباح.